# Pseudoraja fischeri
Pseudoraja fischeri es una especie de pez de la familia de los Rajidae en el orden de los Rajiformes.

## Reproducción
Es ovíparo y las hembras ponen huevos envueltos en una cápsula córnea.

## Hábitat
Es un pez de mar y de Clima tropical que vive hasta los 412 m de profundidad. 

## Distribución geográfica
Se encuentra en el Océano Atlántico occidental central: desde Florida (los Estados Unidos) y el sur del Golfo de México hasta Honduras. 

## Observaciones
Es inofensivo para los humanos. 